# Sporormiella pulchella
Sporormiella pulchella är en svampart som först beskrevs av Emil Christian Hansen, och fick sitt nu gällande namn av S.I. Ahmed & Cain 1972. Sporormiella pulchella ingår i släktet Sporormiella och familjen Sporormiaceae.   Inga underarter finns listade i Catalogue of Life.
I den svenska databasen Dyntaxa används istället namnet Preussia pulchella för samma taxon.  Arten är reproducerande i Sverige.